# Pierścień Nibelungów
Pierścień Nibelungów (ang. Ring of the Nibelungs) – telewizyjny dramat sensacyjno-przygodowy fantasy produkcji niemiecko-włosko-brytyjsko-amerykańskiej z 2004 roku. Film zrealizowano na podstawie średniowiecznego eposu niemieckiego Pieśń o Nibelungach. Zdjęcia kręcono w Kapsztadzie.

## Obsada
- Benno Fürmann jako Eric/Zygfryd
- Alicia Witt jako Kriemhild
- Kristanna Loken jako wojownicza królowa Brunhilda
- Max von Sydow jako kowal Eyvind
- Julian Sands jako Hagen
- Samuel West jako Król Gunther
- Robert Pattinson jako Giselher
- Götz Otto jako Król Thorkwin
- Ralf Moeller jako Król Thorkilt

## Opis fabuły
W czasach chrystianizacji pogańskiej Europy w jednym z niemieckich państewek dwaj książęta zabijają króla Xantena. Jego kilkuletni syn Zygfryd trafia do domu kowala Eyvinda (Max von Sydow). Tam, nieświadomy swojego pochodzenia, wiedzie skromne życie, ucząc się zawodu kowala. Mijają lata. Pewnego dnia Zygfryd (Benno Fürmann) zauważa na niebie znak – spadający meteor, z którego powstaje potem jego magiczny miecz. Obowiązek wzywa go do nękanego przez smoka Fafnira królestwa Burgundii.